# Say It Loud
Say It Loud é o álbum de estreia da banda Sanctus Real, lançado a 24 de Dezembro de 2002.
| Críticas profissionais                                                      | Críticas profissionais |
| Avaliações da crítica                                                       | Avaliações da crítica  |
| Fonte                                                                       | Avaliação              |
| --------------------------------------------------------------------------- | ---------------------- |
| allmusic                                                                    | [ 1 ]                  |
| Jesus Freak Hideout                                                         | [ 2 ]                  |
| Christian Music Today                                                       | [ 3 ]                  |
| Esta tabela precisa de ser acompanhada por texto em prosa. Consulte o guia. |                        |

## Faixas
Todas as faixas por Matt Hammit e Chris Rohman, exceto onde anotado.
1. "Sink or Swim" - 3:13
2. "Captain's Chair" - 3:09
3. "Say it Loud" - 3:52
4. "Hey Wait" - 3:53
5. "Inspiration" - 2:46
6. "Audience of One" - 3:44
7. "The Way I Feel" - 3:29
8. "I Love You" (Hammit) - 2:17
9. "All I Want" - 3:01
10. "Nothing to Lose" - 3:27
11. "Won't Walk Away" - 3:53
12. "After Today" - 12:05
13. "Slam the Devil (Jesus Metal)"
  - Faixa escondida

## Créditos
- Matt Hammit - Vocal
- Chris Rohman - Guitarra
- Mark Graalman - Bateria
- Steve Goodrum - Baixo